# Guerra civile bizantina del 1341-1347
La guerra civile bizantina del 1341-1347, talvolta chiamata seconda guerra civile paleologa, fu un conflitto che scoppiò dopo la morte di Andronico III Paleologo in merito alla reggenza di suo figlio ed erede di nove anni, Giovanni V Paleologo. Da una parte era schierato il primo ministro di Andronico III, Giovanni VI Cantacuzeno e dall'altra l'imperatrice-vedova Anna di Savoia, il Patriarca di Costantinopoli Giovanni XIV di Costantinopoli e il megaduca Alessio Apocauco. La guerra polarizzò la società bizantina secondo una divisione di classe, con l'aristocrazia che sosteneva Cantacuzeno e le classi medio-basse la reggenza. In misura minore, il conflitto acquisì sfumature religiose. Bisanzio era stata coinvolta nella controversia esicasta e l'adesione alla dottrina mistica dell'esicasmo fu spesso identificata come il sostegno a Cantacuzeno.
Il braccio destro e amico intimo dell'imperatore Andronico III, Cantacuzeno, divenne reggente del minorenne Giovanni V, dopo la morte dell'imperatore nel giugno 1341. Mentre Cantacuzeno era assente da Costantinopoli, nel settembre dello stesso anno, venne attuato un colpo di Stato, guidato da Alessio Apocauco e dal patriarca Giovanni XIV con il sostegno dell'imperatrice Anna, che stabilì una nuova reggenza. In risposta, l'esercito e i sostenitori di Cantacuzeno lo proclamarono co-imperatore nel mese di ottobre, cementando la frattura tra lui e la nuova reggenza. La scissione creò la nascita di un conflitto civile armato.
Durante i primi anni della guerra prevalsero le forze della nuova reggenza. Sulla scia di numerose rivolte anti-aristocratiche, in particolare quella degli Zeloti a Tessalonica, la maggior parte delle città in Tracia e Macedonia passarono sotto il controllo delle reggenza. Con l'aiuto di Stefano Dušan di Serbia e Umur Bey degli Aydin, Cantacuzeno invertì con successo questi primi risultati della reggenza. Nel 1345, nonostante la defezione di Dušan e il ritiro degli Umur, Cantacuzeno mantenne il sopravvento attraverso l'assistenza di Orhan, sovrano dell'emirato ottomano. Nel giugno 1345, l'uccisione del megaduca Apocauco, amministratore capo della reggenza, inflisse alla stessa un duro colpo. Formalmente incoronato come imperatore ad Adrianopoli nel 1346, Cantacuzeno entrò a Costantinopoli il 3 febbraio 1347. A seguito di un accordo governò per dieci anni come imperatore senior e reggente di Giovanni V, fino a quando il ragazzo non giunse in età e governò al suo fianco. Nonostante questa apparente vittoria, la successiva guerra civile bizantina del 1352-1357 costrinse Giovanni VI Cantacuzeno ad abdicare. Si ritirò e divenne un monaco nel 1354.
Le conseguenze del conflitto prolungato si rivelarono disastrose per l'Impero, che aveva riacquistato una certa stabilità sotto Andronico III. Sette anni di guerra, la presenza di eserciti predoni, disordini sociali e l'avvento della peste nera devastarono Bisanzio e la ridussero ad un piccolo stato. Il conflitto consentì a Dušan di conquistare l'Albania, l'Epiro e la maggior parte della Macedonia, dove stabilì l'Impero serbo. L'impero bulgaro acquisì territori anche a nord del fiume Evros.

## Antefatto
Nel 1341, quello che un tempo era il potente impero bizantino si trovava in uno stato di agitazione. Nonostante il restauro della capitale dell'Impero, Costantinopoli e il recupero di parte della sua ex potenza a seguito del governo di Michele VIII Paleologo (1259-1282), le politiche attuate durante il suo regno avevano esaurito le risorse dello stato e la forza dell'Impero scemò sotto il suo successore, Andronico II Paleologo (1282-1328). Durante il lungo regno di Andronico II, i restanti possedimenti bizantini in Asia Minore si ridussero lentamente a seguito dell'avanzata dei beilicati turchi d'Anatolia, in particolare dell'emirato ottomano di nuova costituzione. Ciò causò un'ondata di profughi nelle province europee di Bisanzio, mentre allo stesso tempo la Compagnia Catalana gettò nel caos i domini imperiali. Le tasse aumentarono drammaticamente per finanziare laute donazioni ai nemici dell'Impero. Una combinazione di questi fallimenti e l'ambizione personale portò il nipote dell'Imperatore ed erede, il giovane Andronico III Paleologo, alla rivolta. Supportato da un gruppo di giovani aristocratici guidati da Giovanni Cantacuzeno e Sirgianni Paleologo, Andronico III depose il nonno dopo una serie di conflitti durante gli anni 1320. Malgrado il successo nel rimuovere il vecchio imperatore dal potere, la guerra non fu di buon auspicio per il futuro, poiché i vicini confinanti, serbi, bulgari, turchi, genovesi e veneziani - approfittarono delle lotte interne bizantina per guadagnare territorio o espandere la loro influenza all'interno dell'Impero.

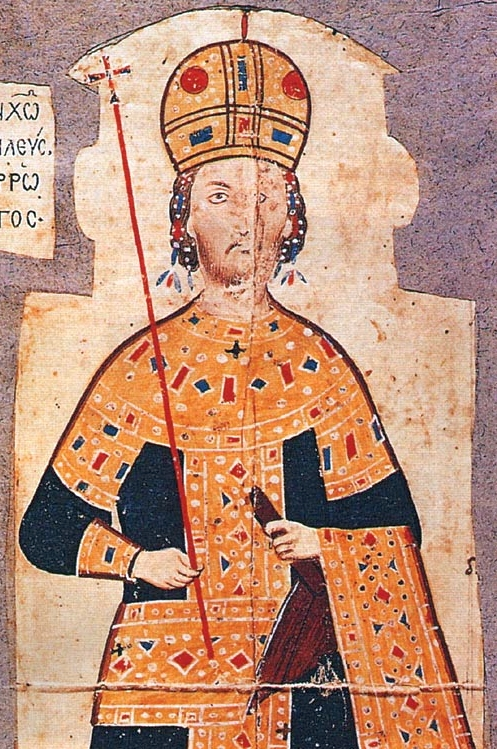
L'imperatore Andronico III, che supervisionò l'ultimo periodo di recupero dello stato bizantino.

Figlio unico di un ex governatore delle partecipazioni bizantine in Morea, Giovanni Cantacuzeno era legato ai Paleologi in linea materna. Ereditò vaste tenute in Macedonia, Tracia e Tessaglia e divenne un amico d'infanzia e il consigliere più vicino e più affidabile di Andronico III. Durante il regno di Andronico III (1328-1341) agì come suo primo ministro, con l'incarico di Grande Domestico, comandante in capo dell'esercito bizantino. Il rapporto tra i due rimase molto saldo, e nel 1330, quando Andronico III senza eredi (Giovanni V sarebbe nato nel 1332) si ammalò, insistette sul fatto che Cantacuzeno dovesse essere proclamato imperatore o reggente dopo la sua morte. I loro legami vennero ulteriormente rafforzati nella primavera del 1341, quando il figlio maggiore di quest'ultimo, Matteo Cantacuzeno, sposò Irene Paleologina, una cugina dell'imperatore.
A differenza di Andronico II, che aveva sciolto l'esercito bizantino e la marina, e che favorì monaci e intellettuali, Andronico III fu un sovrano energico che condusse personalmente le sue forze in campagne militari. Nel 1329, la sua prima campagna contro gli Ottomani provocò una sconfitta disastrosa alla battaglia di Pelecano, dopo la quale avvenne il crollo della posizione bizantina in Bitinia. Sortite successive nei Balcani non erano comunque riuscite a puntellare il regno traballante di Andronico. La Tessaglia e il Despotato d'Epiro, due territori separati dall'Impero dopo la quarta crociata, vennero restaurati all'Impero, quasi senza spargimento di sangue nel 1328 e nel 1337, rispettivamente. Andronico III ricostruì una modesta flotta che gli consentì di recuperare l'isola di Chios, ricca e in posizione strategica, dalla famiglia genovese Zaccaria nel 1329, nonché di rivendicare la fedeltà di Andreolo Cattaneo, il governatore genovese di Focea sulla terraferma anatolica. Nel 1335, però, Andreolo figlio di Domenico Cattaneo, conquistò l'isola di Lesbo con l'assistenza genovese. L'imperatore guidò una flotta per recuperare l'isola e Focea, chiedendo l'aiuto degli emiri turchi dei Saruhanidi e degli Aydınidi. Il beylik dei Saruhanidi inviò truppe e rifornimenti e il regnate degli Aydinidi, Umur Beg, si recò ad incontrare personalmente l'imperatore. Fu durante questo incontro che Cantacuzeno e Umur instaurarono una duratura amicizia e alleanza.
Una guerra contro la Serbia, nel 1331-1334, si rivelò meno efficace per l'imperatore, quando diverse città in Macedonia vennero conquistate dai serbi, guidati dal rinnegato Sirgianni Paleologo. Queste conquiste vennero ridotte solo dopo l'assassinio di Sirgianni e la minaccia di un'invasione ungherese che costrinse il sovrano serbo, Stefano Dušan, a cercare una soluzione negoziata. Il successivo trattato di pace, concluso tra Andronico III e Dušan, fu importante per il futuro delle relazioni bizantino-serbe. Per la prima volta, i bizantini riconobbero gli ampi guadagni territoriali che i serbi avevano fatto a spese dell'Impero nei Balcani centrali durante il regno di Andronico II. A seguito del patto, Dušan spostò la sua sede, e con essa il centro di gravità del suo regno a sud di Prilep.
Anche se la perdita dell'Asia Minore si dimostrò irreversibile, i successi in Epiro e Tessaglia portarono ad un consolidamento dell'impero nelle terre di lingua greca dei Balcani meridionali. Andronico III e Cantacuzeno previdero ulteriori campagne per recuperare i principati latini del sud della Grecia, un progetto di grande importanza a lungo termine, perché, come lo storico Donald Nicol scrive: "se l'intera penisola di Grecia fosse potuta essere unita sotto il governo bizantino, l'Impero sarebbe stato ancora una volta una struttura omogenea, in grado di resistere ai serbi, agli italiani e gli altri nemici. Sarebbe stata piccola, ma un'unità economica e amministrativa compatta e maneggevole che partiva da Capo Matapan per giungere a Tessalonica ed a Costantinopoli".

## Reggenza di Cantacuzeno: giugno-settembre 1341
A seguito di una breve malattia, nella notte del 14-15 giugno 1341, l'imperatore Andronico III morì relativamente giovane all'età di 45 anni, forse a causa di malaria cronica. Il figlio di nove anni, Giovanni (Giovanni V) era ilovvio successore, ma non venne ufficialmente proclamato o incoronato come co-imperatore. Ciò lasciò un vuoto giuridico e sollevò la questione di chi avrebbe governato l'Impero.

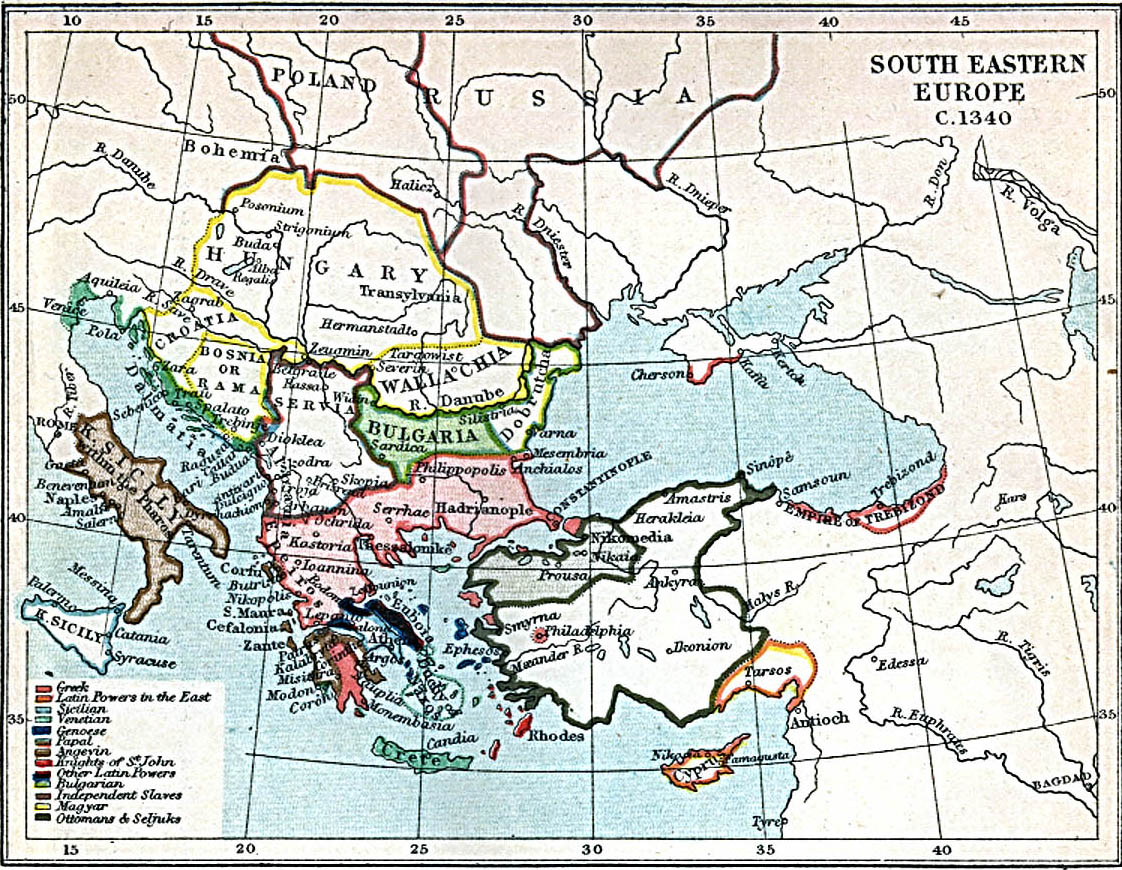
L'impero bizantino e i suoi stati vicini nel 1340.

Secondo l'usanza bizantina, l'imperatrice-vedova guidava automaticamente qualsiasi reggenza. Tuttavia, nonostante la mancanza di qualsiasi nomina formale, Cantacuzeno mise i figli di Andronico III e l'imperatrice-vedova Anna di Savoia sotto scorta armata nel palazzo, e in una riunione del Senato bizantino rivendicò per sé il reggenza e il governo dello stato in virtù della sua stretta amicizia e attività di governo con il defunto imperatore. Chiese anche che Giovanni V sposasse immediatamente la propria figlia Elena Cantacuzena. Questa affermazione venne contestata dal patriarca Giovanni XIV, che presentò un documento di Andronico, risalente al 1334, che gli assegnava la cura della famiglia imperiale nel caso di sua morte. Solo dopo una dimostrazione delle truppe della capitale, il 20 giugno, Cantacuzeno venne riconosciuto come reggente e assunse il controllo del governo e dell'esercito come Grande Domestico.
Tuttavia, l'opposizione a Cantacuzeno iniziò a coagularsi attorno a tre figure: il patriarca, un uomo energico e determinato ad avere una voce nel governo dell'Impero, l'imperatrice-reggente, la quale temeva che Cantacuzeno avrebbe usurpato il trono a suo figlio, e, ultimo ma non meno importante, Alessio Apocauco, l'ambizioso megaduca (comandante-in-capo della marina bizantina) e capo della burocrazia. Apocauco era un "homo novus" e venne promosso a un'alta carica come pupillo di Andronico III e uomo più ricco dell'Impero nel 1341, ma venne diffidato dalla nobiltà ereditaria. Le uniche fonti dell'epoca sopravvissute, le memorie di Cantacuzeno e la storia di Niceforo Gregora, con la loro polarizzazione pro-aristocrazia, dipingono un quadro molto negativo dell'uomo. Secondo Cantacuzeno, l'adesione di Apocauco al partito del Patriarca fu dovuta alla sua ambizione: Apocauco cercò di scalare ulteriormente il potere, provando a convincere Cantacuzeno ad autoproclamarsi imperatore. Quando quest'ultimo rifiutò, Apocauco segretamente diede vita alla sua infedeltà.
Secondo l'opinione di Donald Nicol, Cantacuzeno era rimasto a Costantinopoli e la sua autorità avrebbe potuto rimanere sicura. Come Grande Domestico e reggente però, aveva il dovere di affrontare i vari nemici dell'Impero, che cercavano di approfittare della morte di Andronico. Dušan aveva invaso la Macedonia, l'emiro dei Saruhanidi aveva fatto irruzione sulle coste della Tracia e lo zar Ivan Alessandro di Bulgaria minacciò guerra. Nel mese di luglio Cantacuzeno lasciò la capitale alla testa dell'esercito, ponendo il controllo del governo ad Apocauco, che credeva ancora essergli fedele. La campagna di Cantacuzeno ebbe successo ed egli convinse Dušan a ritirarsi, respinse i predoni turchi, mentre Ivan Alessandro, minacciato da una flotta dell'Emirato di Aydin, rinnovò il suo trattato di pace con Bisanzio. A coronamento di questo successo, Cantacuzeno ricevette un'ambasciata dei baroni latini del Principato d'Acaia in Morea. Essi gli espressero la loro disponibilità a cedere il paese in cambio di una garanzia sulle loro proprietà e diritti. Fu un'occasione unica, come Cantacuzeno riconobbe nelle sue memorie, dal momento che in caso di successo, il controllo catalanosul Ducato di Atene era destinato a proseguire, consolidando il controllo bizantino sulla Grecia.
A questo punto Cantacuzeno ricevette gravi notizie da Costantinopoli. Alla fine di agosto, Apocauco aveva tentato un colpo di stato e cercato di rapire Giovanni V. Dopo aver fallito, fuggì nella sua fortezza di Epibatos, dove venne bloccato dalle truppe. Cantacuzeno ritornò a Costantinopoli ai primi di settembre, dove rimase per un paio di settimane per colloqui con l'imperatrice. Sulla via del ritorno verso la Tracia, per preparare una campagna nella Morea, andò a Epibatai, dove concesse la grazia ad Apocauco e lo ripristinò nei suoi ex uffici.

## Scoppio della guerra: autunno 1341
La seconda partenza di Cantacuzeno si rivelò un grave errore. Tornati nella capitale, i suoi nemici si mossero in sua assenza. Apocauco raccolse un gruppo di uomini, aristocratici di alto rango, tra cui ad esempio il grande drungario Giovanni Gabala o Giorgio Cumno, che legò a sé con alleanze matrimoniali. Il Patriarca, sostenuto dal gruppo Apocauco e dall'autorità dell'imperatrice, estromesse Cantacuzeno dai suoi uffici e lo dichiarò nemico pubblico. Giovanni XIV stesso fu proclamato reggente e Apocauco nominato Eparca di Costantinopoli. I parenti e sostenitori di Cantacuzeno furono imprigionati o costretti a fuggire dalla città e le loro proprietà confiscate. Anche se la moglie ed i figli di Cantacuzeno erano al sicuro nel suo quartier generale a Demotika (Didymoteicho), la reggenza pose sua madre, Teodora, agli arresti domiciliari. Le privazioni sofferte durante la prigionia, ne causarono la morte

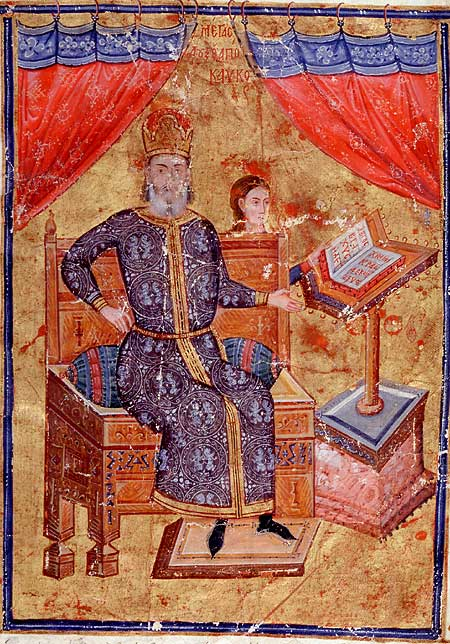
Ritratto del donatore del megaduca Alessio Apocauco, uno dei capi della reggenza anti Catacuzeno.

Mentre i primi gruppi di suoi partigiani in fuga dalla capitale arrivarono a Demotika, Cantacuzeno, per sua stessa ammissione, cercò di negoziare con la nuova reggenza, ma il suo approccio venne respinto. Infine, costretto ad assumere azioni decisive, il 26 ottobre 1341, l'esercito (2000 cavalieri e 4000 fanti, secondo Gregora) e i suoi sostenitori, in gran parte appartenenti alla nobiltà terriera, proclamarono Cantacuzeno imperatore. Anche se ancora si presentava ufficialmente come collega giovane di Giovanni V e affermava di agire solo in nome del ragazzo, dopo aver messo in gioco la sua pretesa al trono, iniziò in modo efficace una guerra civile. Cantacuzeno sperava ancora che il negoziato potesse risolvere la situazione, ma tutti i suoi inviati furono imprigionati e lui e i suoi sostenitori scomunicati dal patriarca Giovanni XIV. Il 19 novembre 1341, la reggenza rispose, alla proclamazione di Cantacuzeno ad imperatore, con l'incoronazione ufficiale di Giovanni V.
In reazione all'annuncio della proclamazione di Cantacuzeno ad imperatore, si creò una spaccatura nella società bizantina, con i ricchi e potenti magnati della terra (chiamati tradizionalmente dynatoi, i "potenti") che dominavano la campagna, corsi rapidamente a sostegno di Cantacuzeno, mentre la popolazione, che spesso viveva in condizioni abiette e di sofferenza sotto l'opprimente fiscalità, sosteneva l'imperatrice-vedova e il Patriarca. Apocauco fu particolarmente rapido a capitalizzare questa divisione e a fomentare l'avversione popolare verso l'aristocrazia, ampiamente pubblicizzando l'immensa ricchezza confiscata a Cantacuzeno e ai suoi sostenitori: case e proprietà. Nelle parole di Donald Nicol, "fu contro di lui [Cantacuzeno] e tutto ciò che egli rappresentava come milionario e proprietario terriero aristocratico, che il popolo si sollevò. Cantacuzenismo diventò il loro grido di guerra, lo slogan del loro malcontento".
Così le linee di battaglia della guerra civile vennero elaborate tra le fazioni urbane e rurali. Le città, dominate dalla burocrazia civile della classe media e dalla classe mercantile (il "popolo dei mercati"), favorirono una più mercantile economia e stretti rapporti con le repubbliche marinare italiane, mentre la campagna rimase sotto il controllo conservatore dell'aristocrazia terriera, che derivava la sua ricchezza dalle proprietà e tradizionalmente evitava attività commerciali e imprenditoriali, ritenute indegne del loro status. Gli strati sociali inferiori tendevano a sostenere la rispettiva fazione dominante, le classi medie delle città ed i magnati terrieri, la campagna.
Una polarizzazione di questo genere non era nuova nell'impero bizantino. La prova di concorrenza tra l'aristocrazia terriera e le classi medie della città, alla base dei settori politico, economico e sociale, si era attestata dall'XI secolo, ma la scala del conflitto scoppiato nel 1341 era senza precedenti. Questo conflitto di classe si rispecchiò nel relativamente nuovo Impero di Trebisonda, nonché, tra la fazione urbana pro-imperiale e pro-costantinopolitana e l'aristocrazia terriera provinciale tra il 1340 e il 1349 (guerre civili di Trebisonda). Le tendenze più conservatrici e anti-occidentali degli aristocratici, ed i loro collegamenti con la ferma ortodossa e i monasteri anti - cattolici, spiega anche il loro maggiore attaccamento alla mistica del movimento dell'esicasmo  sostenuto da Gregorio Palamas, le cui opinioni trovavano in gran parte opposizione nelle città. Anche se diverse eccezioni significative lasciano la questione aperta alla discussione tra gli studiosi moderni, nella mente popolare contemporanea (e nella storiografia tradizionale), i sostenitori di "palamismo" e di "cantacuzanesimo" erano solitamente equiparabili. La vittoria finale di Cantacuzeno significava anche la vittoria dell'esicasmo, confermata in un sinodo a Costantinopoli nel 1351. L'esicasmo divenne un segno distintivo della tradizione della Chiesa ortodossa, anche se venne rifiutato dai cattolici come un'eresia.
La prima manifestazione di questa divisione sociale apparve ad Adrianopoli dove, il 27 ottobre, la popolazione espulse gli aristocratici della città, parteggiando per la reggenza. Questo evento venne ripetuto nelle settimane seguenti, città dopo città, in tutta la Tracia e la Macedonia, con le persone che dichiaravano il loro sostegno alla reggenza e contro le forze sprezzati del "Cantacuzenismo". In questa atmosfera ostile, molti dei soldati di Cantacuzeno lo abbandonarono e ritornarono a Costantinopoli. Solo in Demotika la rivolta popolare venne domata e la città rimase la principale roccaforte di Cantacuzeno in Tracia durante la guerra.

## Cantacuzeno chiede aiuto a Dušan: 1342
Quando abbondanti nevicate resero impossibile la guerra durante l'inverno successivo, Cantacuzeno inviò emissari, tra cui un'ambasciata dei monaci di Monte Athos a Costantinopoli. Tuttavia, anche loro vennero respinti dal Patriarca. Da allora, quasi tutte le province bizantine e i loro governanti si erano dichiarate per la reggenza. Solo Teodoro Sinadeno, un vecchio collaboratore di Cantacuzeno, che era stato il governatore della seconda città dell'Impero, Tessalonica, indicò il suo sostegno. Sinadeno aveva mantenuto segreta, alla popolazione della città, la sua fedeltà a Cantacuzeno, e decise la resa di Tessalonica in collusione con l'aristocrazia locale. Inoltre, Hrelja, il magnate serbo e sovrano virtualmente indipendente di Strumica e della valle del fiume Strymon, sembrava tender verso Cantacuzeno. Di conseguenza, non appena il tempo migliorò, il 2 marzo 1342, Cantacuzeno lasciò la moglie, Irene Asanina, il cognato Manuel Asen e le sue figlie a Demotika e marciò verso occidente con il suo esercito verso Tessalonica. Lungo la strada, attaccò prima Peritheorion, ma fu respinto e continuò verso occidente e fu in grado di conquistare la fortezza di Melnik, dove incontrò Hrelja concordando un'alleanza. I loro due eserciti marciarono verso Tessalonica, ma giunsero troppo tardi per prenderne il controllo. Mentre si avvicinavano alla città, vennero accolti da Sinadeno e altri aristocratici, che erano fuggiti dopo una rivolta guidata da un partito popolare radicale, gli Zeloti. Poco dopo, una flotta di 70 navi guidate da Apocauco, giunse in rinforzo alla città. Sinadeno, la cui famiglia era rimasta a Tessalonica, disertò a favore della reggenza. Il figlio di Apocauco, Giovanni, fu nominato governatore di Tessalonica, anche se il potere effettivo rimase agli zeloti, che per i successivi sette anni condussero un regime autonomo senza precedenti nella storia bizantina.

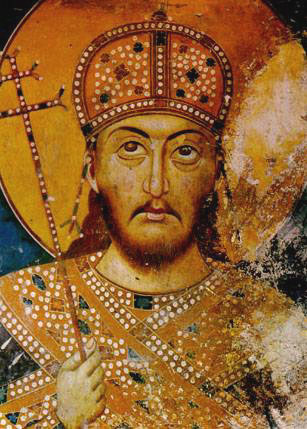
Lo zar serbo Stefano Dušan, che aveva sfruttato la guerra civile bizantina per ampliare notevolmente il suo regno. Il suo regno segnò l'apogeo dello stato serbo medievale.

Allo stesso tempo, l'esercito della reggenza fece delle campagne in Tracia, prendendo formalmente possesso delle città garantito dalle rivolte popolari. Con Tessalonica contro di lui, le sue linee di rifornimento verso la Tracia tagliate e le diserzioni, che avevano ridotto il suo esercito a 2000 uomini, di cui la metà appartenavano a Hrelja, Cantacuzeno fu costretto a ritirarsi a nord verso la Serbia, dove sperava di ottenere l'aiuto di Stefan Dušan. Poco dopo, anche Hrelja desertò e si unì alla reggenza, nella speranza di ottenere il controllo di Melnik. Nel mese di luglio 1342, Cantacuzeno incontrò Dušan vicino a Pristina. Il sovrano serbo apparve inizialmente riluttante a formare un'alleanza. Tuttavia, sotto la pressione dei suoi nobili, in particolare del potente Jovan Oliver, non poté permettersi di perdere questa opportunità unica per espandersi a sud. Avendo un disperato bisogno dell'aiuto serbo, Cantacuzeno convenne apparentemente che i serbi avrebbero potuto mantenere tutte le città conquistate, nonostante nelle sue memorie dica poi il contrario. Secondo Niceforo Gregora, i serbi chiesero tutta la Macedonia ad ovest di Christopolis (Kavala), ad eccezione di Salonicco e dei suoi dintorni. L'unica concessione che Cantcuzeno riuscì ad ottenere fu per quella città che venne ceduta a lui personalmente. Per sigillare il patto, il figlio minore di Cantacuzeno Manuele sposò la figlia di Jovan Oliver, anche se dopo che Dušan ruppe l'alleanza, il matrimonio non ebbe luogo. Anche Hrelja aderì al patto, in cambio della rinuncia di Melnik da parte di Cantacuzeno. Dopo la morte di Hrelja, in quello stesso anno, Melnik venne presa da Dušan.
A fine estate del 1342, Cantacuzeno, accompagnato da alcuni magnati serbi, marciò in Macedonia alla testa di una forza greco-serba, con l'intenzione di raggiungere sua moglie, che ancora si trovava a Demotika. La sua azione venne fermata quasi subito prima di Serres poiché la città rifiutò di arrendersi, e il successivo assedio dovette essere abbandonato dopo una epidemia che uccise la maggior parte dei suoi uomini, costringendolo a ritirarsi in Serbia con una forza di appena 500 soldati. Dušan condusse una campagna parallela di maggior successo, catturando Vodena (Edessa). Le forze serbe catturarono Florina e Kastoria poco dopo, estendendo così la loro presa sulla Macedonia occidentale. Inoltre ampliarono il loro controllo sull'Albania, in modo che entro l'estate del 1343, con l'eccezione degli angioini che controllavano Dyrrhachium, tutta la regione sembrò essere caduta sotto il dominio serbo. Tra i seguaci di Cantacuzeno il morale scese drasticamente. Circolarono voci a Costantinopoli che un Cantacuzeno sconsolato prevedeva di ritirarsi a Monte Athos, facendosi monaco, e scoppiarono delle rivolte nelle città con l'uccisione di molti ricchi e il saccheggio delle loro case da parte dalla popolazione.
Nel tardo autunno, l'imperatrice Anna inviò per due volte delle ambasciate a Dušan cercando di convincerlo a consegnare Cantacuzeno, ma il sovrano serbo, cercando di trarre il maggior profitto dalla loro alleanza, rifiutò. Le sorti di Cantacuzeno cominciarono a migliorare quando una delegazione dei nobili della Tessaglia lo raggiunse e si offrirono di accettare la sua autorità. Cantacuzeno nominò il suo parente Giovanni Angelo governatore della provincia. Anche se in effetti un sovrano semi-indipendente, Angelo fu leale ed efficace. Ben presto portò l'Epiro - che aveva governato in nome di Andronico II nel 1340 - dalla parte di Cantacuzeno e fece delle conquiste in Tessaglia a spese dei catalani di Atene. Un altro sforzo, da parte di Cantacuzeno, di passare dalla Serbia in Macedonia, fallì prima di Serres. Nel frattempo, la moglie di Cantacuzeno, Irene, chiese aiuto ai Bulgari per contribuire ad alleviare il blocco di Demotika da parte dall'esercito della reggenza. Ivan Alessandro inviò delle truppe, ma anche se si scontrarono con le forze della reggenza, non fecero alcuno sforzo per aiutare la città, saccheggiando invece la campagna.

## Riscossa di Cantacuzeno: 1343-45

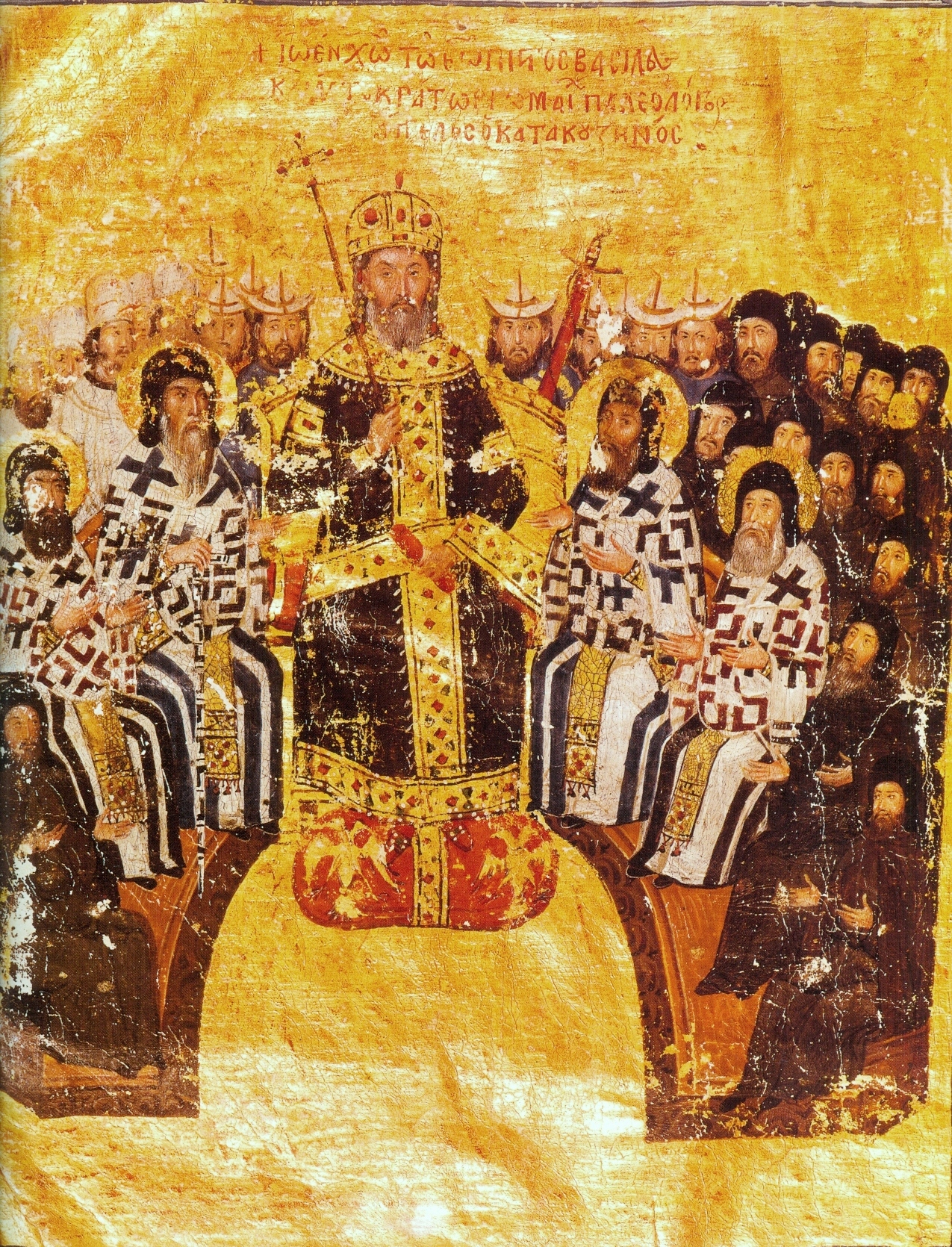
L'imperatore Giovanni Cantacuzeno presidia il sinodo

A questo punto, la posizione di Cantacuzeno si era notevolmente rafforzata con l'intervento del suo vecchio amico, Umur Bey, che alla fine del 1342 o all'inizio del 1343 risalì il fiume Evros con una flotta di 300 navi e 29000 (secondo Cantacuzeno) o 15000 (secondo le fonti turche) uomini d'arme e sollevarono Demotika sia dall'assedio da parte delle forze della reggenza che dai saccheggi dei bulgari. Dopo aver saccheggiato la Tracia per alcuni mesi, Umur fu costretto a ritirarsi verso l'Asia al momento della comparsa dell'inverno, al quale i turchi erano abituati. Questo stato di cose dispiacque a Dušan, poiché Cantacuzeno aveva ora una base di potere personale ed era meno dipendente dalla buona volontà del sovrano serbo. La frattura finale tra Cantacuzeno e Dušan si verificò nel mese di aprile 1343, quando il primo convinse la città di Berroia, assediata dai serbi, ad arrendersi a lui invece che a Dušan. Questa è stata seguita dalla resa di molti altri forti nella zona di Kantakouzenos, tra cui Servia e Platamon. Queste mosse rafforzarono la posizione e l'indipendenza di Cantacuzeno nei confronti di Dušan, vanificando in tal modo i piani di quest'ultimo per l'espansione. Rendendosi conto che aveva poco da guadagnare continuando a sostenere Cantacuzeno, Dušan avviò negoziati con la reggenza e concluse un'alleanza formale durante l'estate del 1343.
Nel frattempo, Cantacuzeno e il suo esercito, si accamparono fuori Tessalonica, sperando di prendere la città con l'aiuto dei suoi sostenitori all'interno delle mura. Apocauco, arrivato alla testa della flotta bizantina per aiutare gli Zeloti, attaccò Cantacuzeno in Macedonia tra Salonicco e le terre di Dušan. Ancora una volta Umur degli Aydin venne ad assistere Cantacuzeno, con una flotta che trasportava circa 6000 uomini, dopo che la flotta di Apocauco era fuggita a causa della preponderante flotta turca. Tuttavia, la rinforzata Tessalonica fu in grado di resistere ad un assedio di Cantacuzeno e Umur. Anche se non era riuscito a prendere Tessalonica, la presenza dei suoi alleati turchi permise a Cantacuzeno di rivolgere la sua attenzione verso la Tracia. Alla fine del 1343 lasciò suo figlio Manuele come governatore della Berroia e la Macedonia occidentale e marciò verso Demotika, conquistando la città. Poté così vedere sua moglie per la prima volta in quasi due anni. Sulla strada per Demotika, Cantacuzeno aveva occupato una serie di fortezze in Tracia, anche se fallì un altro assedio di Peritheorion. Proseguì con una campagna di successo che gli fece conquistare Komotini e altre fortezze della zona dei Monti Rodopi Nel corso dei successivi due anni, le città e fortezze della Tracia vennero conquistae, una per una, da Cantacuzeno, ma a caro prezzo, poiché le sue truppe, principalmente turche, saccheggiarono più volte la campagna. Questi risultati non passaro inosservati in campo avversario. Alla fine del 1344, diversi personaggi di spicco disertato passando dalla parte di Cantacuzeno, tra cui Giovanni Vatatze, un generale e parente, per matrimonio, sia del Patriarca che di Apocauco, il Patriarca di Gerusalemme Lazaros, e, cosa più importante, Manuele Apocauco, figlio del megaduca e governatore di Adrianopoli.
(Niceforo Gregora, Roman History, II.746.)
Allo stesso tempo, l'alleanza della reggenza con Dušan pagava dividendi al solo sovrano serbo, che aveva libero sfogo al saccheggio e all'occupazione di tutta la Macedonia e l'Epiro. Entro la fine del 1345, solo Tessalonica, in possesso degli zeloti, Serres e la regione circostante, che era rimasta fedele alla reggenza, insieme a Berroia, tenuta ancora da Manuele Cantacuzeno, erano rimaste fuori dal controllo serbo.
Questi sviluppi misero la reggenza in notevoli difficoltà. A dispetto dell'abile gestione delle finanze dello stato da parte di Apocauco, la devastazione causata dalle guerre prolungate aveva svuotato le casse del tesoro. Nel mese di agosto 1343, l'imperatrice Anna fu costretta a impegnare i gioielli della corona a Venezia per 30000 ducati. Inoltre, le devastazioni dei turchi in Tracia portarono ad una scarsità di cibo a Costantinopoli. Sperando negli aiuti occidentali, Anna fece appello al Papa, promettendo la propria sottomissione, di Giovanni V, di Apocauco e del Patriarca alla sua autorità e iniziò a perseguitare i pro-Cantacuzeno e i palamisti anti-occidentali.

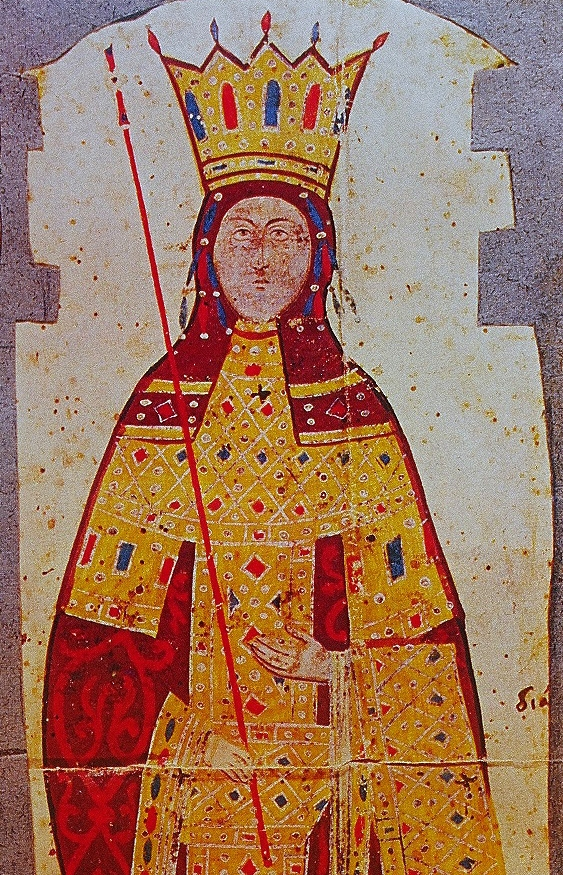
L'imperatrice-vedova di Alessio III, Anna di Savoia.

Nel 1344, la reggenza concluse un'ulteriore alleanza con la Bulgaria, che chiese la resa di Filippopoli (Plovdiv) e altre nove città del nord della Tracia lungo il fiume Evros. Tuttavia, dopo la loro occupazione, Ivan Alessandro si astenne dall'azione diretta contro le forze di Cantacuzeno operanti in Tracia meridionale e orientale. Allo stesso tempo, Momčil, un ex brigante al quale Cantacuzeno aveva affidato il controllo sulla regione di Merope, nelle montagne Rodopi, passò alla reggenza. Nei primi mesi del 1344, Cantacuzeno venne privato del sostegno di Umur e della maggior parte del suo esercito, che aveva dovuto abbandonare per respingere un attacco Latino sul suo porto principale di Smirne. La forza turca venne attaccata dai serbi, sotto Gregorio Preljub, ma prevalse alla battaglia di Stefaniana. Tuttavia, Cantacuzeno fu in grado di scongiurare gli attacchi congiunti di Dušan e Apocauco fino al ritorno di Umur, la primavera successiva, alla testa di un esercito di 20 000 uomini.
Cantacuzeno e Umur fecero irruzione in Bulgaria e poi si rivoltarono contro Momčil. Quest'ultimo aveva sfruttato il vuoto di potere nei Rodopi, una terra di nessuno tra serbi, bulgari e bizantini, per erigersi come un principe quasi indipendente, sostenuto da una forza notevole di circa 5000 uomini. Il 7 luglio 1345, i due eserciti si scontrarono a Peritheorion. L'esercito di Momčil venne schiacciato e lui stesso morì sul campo. Poco dopo, giunse Dušan a Serres e pose d'assedio la città. Rifiutò le richieste di ritirarsi, da parte di Cantacuzeno e uno scontro apparve inevitabile fino a quando l'omicidio di Alessio Apocauco a Costantinopoli costrinse lo stesso a dirigere lì la sua attenzione.

## Ultimi anni della guerra: 1345-1347
Nei primi mesi del 1345, Cantacuzeno inviò dei monaci francescani alla reggenza per un'offerta di conciliazione, ma la stessa venne respinta. Nonostante questa dimostrazione di fiducia, la posizione della reggenza rimase insicura. Le defezioni dell'inverno precedente avevano indebolito il suo controllo sulla capitale e in risposta Apocauco lanciato una serie di proscrizioni. Ordinò la costruzione di un nuovo carcere per ospitare i prigionieri politici. L'11 giugno 1345, mentre faceva un controllo del carcere, senza essere accompagnato da sua guardia del corpo, venne linciato dai prigionieri.

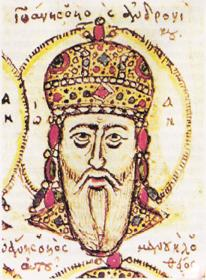
Andronico IV e suo nipote Giovanni VII nel 1390.

Quando Cantacuzeno apprese la notizia, marciò verso Costantinopoli sollecitato dai suoi sostenitori, convinti che la morte di Apocauco avrebbe comportato il crollo della reggenza. Cantacuzeno era più scettico e in effetti il Patriarca e l'imperatrice Anna riuscirono rapidamente a porre la situazione sotto controllo. Allo stesso tempo, Cantacuzeno subì una serie di rovesci. Questi cominciarono quando Giovanni Apocauco, il governatore nominale di Tessalonica, annunciò apertamente la sua fedeltà a Cantacuzeno e i suoi piani per consegnare la città. Il suo piano venne sventato subito dagli zeloti che uccisero Apocauco e gli altri simpatizzanti di Cantacuzeno presenti in città. Poi Giovanni Vatatze, che aveva disertato l'anno prima a favore di Cantacuzeno, cambiò bandiera ancora una volta. Tentò di conquistare le terre di alcuni alleati turchi di Cantacuzeno e alcune città della Tracia, ma venne ucciso poco dopo. Infine, Cantacuzeno perse il sostegno del suo alleato più importante, Umur degli Aydin, che dovette affrontare i crociati a Smirne. Cantacuzeno lo sostituì alleandosi con l'emiro dei Saruhanidi e, cosa ancora più importante, Orhan del nascente emirato ottomano in Bitinia.
Nel settembre 1345, dopo un lungo assedio, Serres venne conquistata da Dušan. Il sovrano serbo, che ormai controllava circa la metà del regno bizantina pre-1341, fu stimolato da questo successo a lanciare la propria pretesa sul trono bizantino. Di conseguenza, il giorno di Pasqua (16 aprile) del 1346, fu incoronato "Imperatore dei serbi e dei Romani" a Skopje, fondando così l'Impero serbo. Questo sviluppo richiese a Cantacuzeno, che era stato acclamato unico imperatore nel 1341, una formalmente incoronazione in una cerimonia tenutasi presso Adrianopoli il 21 maggio, presieduta dal Patriarca di Gerusalemme, Lazaros. Lazaros convocò quindi un sinodo dei vescovi per scomunicare il Patriarca di Costantinopoli, Giovanni XIV. Non molto tempo dopo, i legami di Cantacuzeno con il suo nuovo alleato Orhan vennero cementati attraverso il matrimonio di sua figlia Teodora Cantacuzena con l'emiro ottomano in una cerimonia elaborata a Selimbria.
Per la reggenza, la situazione era diventata disperata. Le richieste di aiuto alle potenze straniere, dell'imperatrice Anna, non ebbero successo, poiché sia Orhan sia il beylik di Karasi respinsero le richieste di assistenza. Solo il balik, il sovrano di Dobrugia, inviò una forza d'élite di 1000 uomini sotto i suoi fratelli Teodoro e Dobrotitsa, ma vennero intercettati da un esercito di Cantacuzeno al comando del prōtostratōr George Phakrases. L'emirato dei Saruhanidi offrì una forza più consistente di 6000 uomini, nell'estate del 1346, ma invece di combattere, essi saccheggiarono la Tracia e poi disertarono per unirsi all'esercito di Cantacuzeno. Le entrate rimasero scarse per la reggenza, i genovesi, ancora una volta, sequestrarono i beni imperiali di Chios e Focea, e il 19 maggio 1346, crollò una parte della Cattedrale di Santa Sofia, un terribile presagio agli occhi degli abitanti della capitale.
Entro l'estate del 1346, Cantacuzeno si trovò sul punto di conseguire la vittoria. Lasciò la Tracia sotto il controllo di suo figlio Matteo e si diresse verso Selimbria, vicino a Costantinopoli. Non attaccò la capitale, ma attese per quasi un anno la resa della città. Nelle sue memorie, spiega che non voleva portare i suoi turchi nella città, anche se contemporanei come Gregora lo accusarono di indecisione e aver prolungato inutilmente la guerra.
Col passare dei mesi e l'aumento delle privazioni a Costantinopoli, crebbe la fazione pro-Cantecuzeno della capitale poiché l'imperatrice si rifiutò di prendere in considerazione qualsiasi trattativa. Per due volte dei sicari vennero inviati ad uccidere Cantacuzeno, ma non raggiunsero l'obiettivo. Alla fine l'imperatrice cadde, assieme al patriarca Giovanni XIV, che fu deposto in un sinodo il 2 febbraio 1347. Nella stessa notte, i sostenitori di Cantacuzeno aprirono la non più in uso porta d'oro e Cantacuzeno entrò in città con 1000 uomini. Non incontrò alcuna resistenza e le sue truppe circondarono il Palazzo delle Blacherne, la residenza imperiale, la mattina successiva, ma l'imperatrice rifiutò di arrendersi per diversi giorni, per paura del destino che l'attendeva. Gli uomini di Cantacuzeno si spazientirono e presero d'assalto una parte del complesso del palazzo. Solo a questo punto, Giovanni V riuscì a convincere la madre ad accettare un accordo.

## Accordi di pace e regno di Cantacuzeno

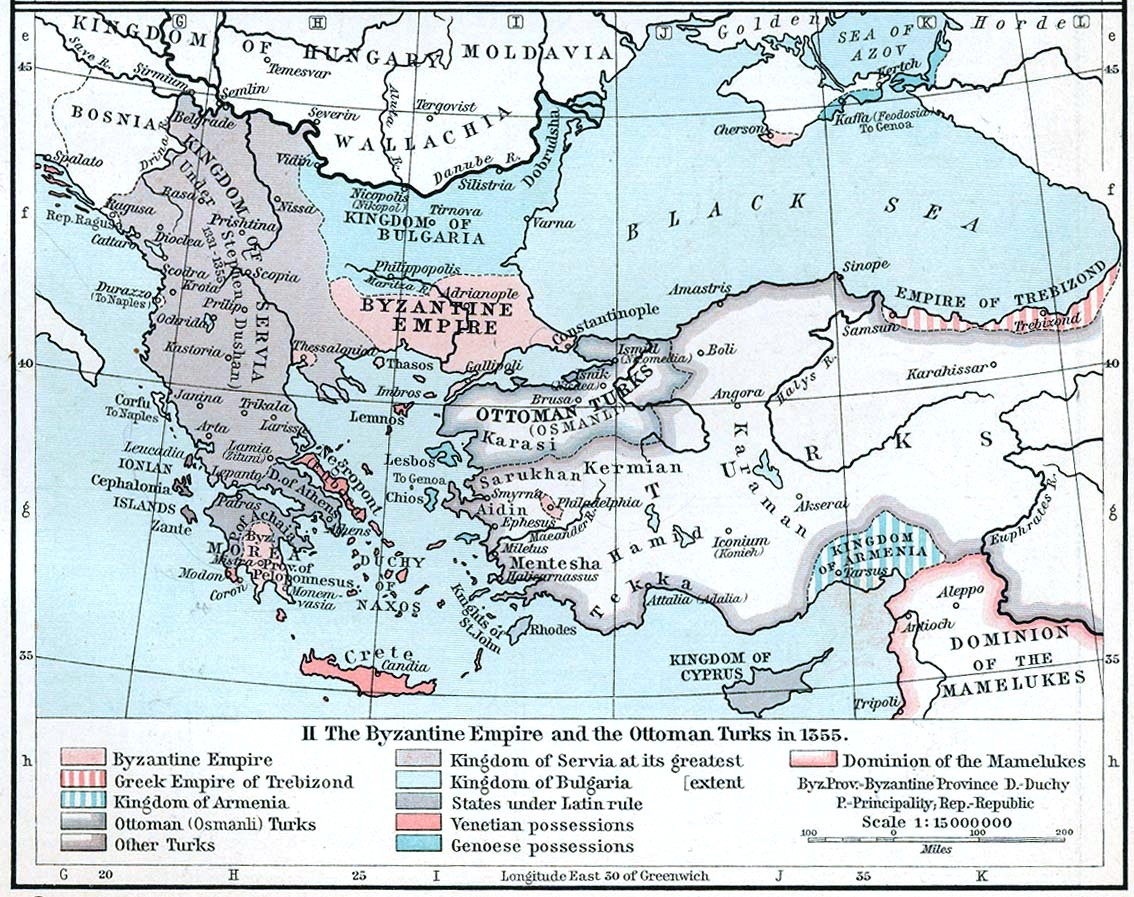
L'impero bizantino e i suoi vicini nel 1355. L'interruzione della guerra civile e l'interferenza degli Stati vicini portò ampie perdite di territorio, soprattutto a favore della Serbia di Dušan, che raddoppiò in termini di dimensioni.

La guerra si concluse formalmente, l'8 febbraio 1347, con un accordo che sanciva Cantacuzeno come imperatore senior per dieci anni, dopo di che avrebbe co-governato l'Impero assieme a Giovanni V. Cantacuzeno promise di perdonare tutti coloro che avevano combattuto contro di lui. Per sigillare il patto, Giovanni V sposò Elena, la figlia di Cantacuzeno, e in maggio Cantacuzeno fu incoronato ancora una volta nella chiesa di Santa Maria delle Blacherne. Alla fine, come ha commentato Donald Nicol, il lungo conflitto era stata privo di significato, con termini che "avrebbero potuto essere concordati cinque anni prima, salvando l'Impero da tanta amarezza, odio e distruzione."
Nonostante la moderazione e la clemenza mostrate da Cantacuzeno in questo insediamento, non ottonne l'accettazione universale. I sostenitori dei Paleologi diffidavano ancora di lui, mentre i suoi sostenitori avrebbero preferito deporre i Paleologi a titolo definitivo e installare i Cantacuzeni come dinastia regnante. Il figlio maggiore di Cantacuzeno,', Matteo, si risentì per essere stato scavalcato da Giovanni V e dovette essere placato con la creazione di uno Stato semi-autonomo che copriva gran parte della Tracia occidentale e che fungeva anche da marca contro la Serbia di Dušan. Dei territori bizantini rimanenti, solo gli zeloti di Tessalonica, ormai un isolato enclave circondato dai serbi, rifiutarono di riconoscere il nuovo accordo, conducendo de facto un'esistenza indipendente fino a quando Cantacuzeno li conquistò nel 1350.
Dopo il 1347, Giovanni VI Cantacuzeno cercò di rilanciare l'impero, ma ottenne un successo limitato. Aiutato dallo spopolamento portato dalla peste nera, nelle roccaforti macedoni, Dušan e il suo generale Preljub presero la Macedonia, l'Epiro e la Tessaglia nel 1347-1348, completando così la loro conquista delle rimanenti terre bizantine della Grecia continentale. Un tentativo di rompere la dipendenza di Bisanzio per il cibo e il commercio marittimo dai mercanti genovesi di Galata, portò ad una guerra bizantino-genovese, che si concluse nel 1352 con una pace-compromesso. Nel 1350, Cantacuzeno approfittò della preoccupazione di Dušan per una guerra contro la Bosnia per recuperare Tessalonica dagli zeloti, nonché Berroia, Vodena e altre città macedoni dai serbi, ma l'imperatore serbo recuperò rapidamente i territori persi, lasciando solo Tessalonica in mani bizantine.
Il costante deterioramento delle relazioni tra Matteo Cantacuzeno, che ora si era stabilito nella Tracia orientale, e Giovanni V Paleologo, che aveva preso l'ex dominio di Matteo in Tracia occidentale, portò ad un altro conflitto interno. La guerra aperta scoppiò nel 1352, quando Giovanni V, sostenuto dalle truppe veneziane e turche, lanciò un attacco a Matteo Cantacuzeno. Giovanni Cantacuzeno andò in aiuto di suo figlio con un esercito di 10000 ottomani che ripresero le città della Tracia saccheggiandole. Nel mese di ottobre 1352, a Demotika, la forza ottomana incontrò e sconfisse 4000 serbi concessi a Giovanni V da Stefano Dušan. Questa fu la prima vittoria degli ottomani in Europa e un presagio infausto. Due anni dopo la loro cattura di Gallipoli, segnò l'inizio della conquista ottomana dei Balcani, che culminò, un secolo più tardi, nella Caduta di Costantinopoli. Nel frattempo, Giovanni V fuggì verso l'isola di Tenedo, da dove fece un tentativo non riuscito di prender Costantinopoli nel marzo 1353. Giovanni VI Cantacuzeno rispose incoronando Matteo come co-imperatore, ma Giovanni V Paleologo, con il supporto genovese e basandosi sulla popolarità declinante di Cantacuzeno, riuscì ad entrare nella capitale nel mese di novembre 1354. Giovanni VI abdicò e si ritirò in un monastero. Mattheo rimase in Tracia fino al 1357, quando anche lui abdicò, lasciando Giovanni V Paleologo come unico comandante di uno stato in disfatta.

## Conseguenze
(Memorie di Giovanni Cantacuzeno, Libro III.)
La guerra civile si dimostrò un punto di svolta fondamentale nella storia dell'impero bizantino. Nelle parole del bizantinista Angeliki Laiou "dopo la fine della seconda guerra civile, Bisanzio era un impero solo di nome", mentre secondo Eva de Vries-Van der Velden "marcò il punto di rottura tra declino e caduta dell'impero bizantino".
Le divisioni tra i bizantini e la dipendenza da truppe straniere, in particolare serbi e turchi, incoraggiarono l'espansionismo di questi ultimi. Stefan Dušan, in particolare, si dimostrò abile nello sfruttare la guerra civile per espandere il suo stato a spese di Bisanzio. Oltre alle enormi perdite territoriali, il conflitto prolungato esaurì le risorse dello stato bizantino, in quanto portò "anarchia nelle città e devastazione delle campagne" (Alice-Mary Talbot). La Tracia, il più grande territorio contiguo rimasto all'Impero, subì una tale distruzione che, insieme a Costantinopoli, divenne dipendente dal grano importato dalla Bulgaria e dalla Crimea. Il commercio si era fermato e il tesoro era ormai dissolto, nelle parole di Gregora, "nient'altro che gli atomi di Epicuro". Cantacuzeno aveva esaurito la propria fortuna personale e l'imperatrice Anna aveva lasciato l'Impero pesantemente in debito con i veneziani. La guerra portò anche al collasso dell'amministrazione imperiale accentrata nelle province, causando il passaggio del controllo delle campagne della Tracia al sistema gestito dai magnati locali. Nonostante la loro notevole ricchezza, i magnati, attraverso esenzioni o evasione a titolo definitivo, riuscirono ad evitare di pagare le tasse al governo imperiale. Inoltre, l'arrivo nel 1347 della peste nera e le sue epidemie ricorrenti ridussero ulteriormente le imposte e il reclutamento di base dell'Impero, limitando la sua capacità di invertire le perdite territoriali subite dai serbi.
Insieme alla ripresa della guerra civile nel 1352, questi fattori distrussero ogni possibilità, anche di modesta entità, di una ripresa simile a quella attuata da Andronico III. Da allora in poi, Bisanzio rimase sotto la minaccia dei vicini più forti, in grado di portare avanti una politica estera indipendente, andicappata da una penuria di risorse e lacerata da lotte interne Tuttavia, attraverso una combinazione di circostanze esterne fortuite e la diplomazia abile, riuscì a sopravvivere per un altro secolo, fino a quando venne conquistata dagli Ottomani nel 1453. Solo l'enclave bizantina nella Morea rimase prospera, essendo stata risparmiata dalle devastazioni della guerra civile a causa del suo relativo isolamento. La nomina di Manuele Cantacuzeno come suo despotes, nel 1349, segnò la creazione del semi-indipendente Despotato di Morea che vide l'ultima fioritura economica e culturale del mondo bizantino prima che anch'esso cadesse nelle mani degli ottomani nel 1460.